# 聖邁克爾斯 (亞利桑那州)
聖邁克爾斯（英語：St. Michaels）是位於美國亞利桑那州阿帕契縣的一個人口普查指定地區。根據2010年美國人口普查，該地人口為1443人，而該地的面積約為9.89平方千米。

## 地理
聖邁克爾斯的座標為35°39′45″N 109°05′42″W / 35.66250°N 109.09500°W，而該地最高點為海拔高度2054米（即6740英尺）。